# King & Balloon
King & Balloon (キング&バルーン, Hepburn: Kingu & Barūn) (lit. "Regele și balonul") a fost un joc video creat în 1980 de către Namco, licențiat firmei GamePlan pentru distribuție. Jocul conține ideea de a împușca în baloane, dar dacă "regele" din josul ecranului ia un balon, trebuie sa îl salvezi.
Este de asemeni si primul joc video care a folosit voce sintetizată: "Help!" când este luat de balon, "Thank you!" când îl salvezi "Bye bye!" când nu poate fi salvat și este purtat sus (însă în versiunea japoneză de voce, se vorbește cu un accent grav japonez).
A fost unul dintre cele mai populare jocuri Namco.